# EFootball 2025
eFootball 2025 è un videogioco di simulazione calcistica gratuito sviluppato da Konami Digital Entertainment e pubblicato da Konami il 12 settembre 2024 per PlayStation 4, PlayStation 5, Xbox One, Xbox Series X e Series S, Microsoft Windows, iOS e Android come aggiornamento di eFootball 2024.

## Squadre e competizioni presenti

### Campionati
- Scottish Premiership: Tutte le 12 squadre con licenza, lega con licenza
- Superligaen: Tutte le 12 squadre senza licenza, lega senza licenza
- Eredivisie: Tutte le 18 squadre con licenza, lega con licenza
- Premier League: 2 squadre con licenza ( Manchester Utd,  Arsenal), 18 squadre senza licenza, lega senza licenza
- Football League Championship: Tutte le 24 squadre senza licenza, lega senza licenza
- Pro League: Tutte le 16 squadre senza licenza, lega senza licenza
- Ligue 1: Tutte le 18 squadre con licenza, lega con licenza
- Ligue 2: Tutte le 18 squadre con licenza, lega con licenza
- Super League: Tutte le 12 squadre senza licenza, lega senza licenza
- Serie A: 4 squadre con licenza ( Atalanta,  Inter,  Milan,  Lazio), 16 squadre senza licenza, lega senza licenza
- Serie B: Tutte le 20 squadre con licenza, lega con licenza
- Primera División: 1 squadra con licenza ( Barcellona), 19 squadre senza licenza, lega senza licenza
- Segunda División: Tutte le 20 squadre senza licenza, lega senza licenza
- Süper Lig: Tutte le 19 squadre con licenza, lega con licenza
- Liga Portugal 1: Tutte le 18 squadre con licenza, lega con licenza
- Categoría Primera A: Tutte le 20 squadre senza licenza, lega senza licenza
- Série A: Tutte le 20 squadre con licenza, lega senza licenza
- Série B: 1 squadra con licenza ( Santos), 19 squadre senza licenza, lega senza licenza
- Primera División: 1 squadra con licenza ( Colo-Colo), 15 squadre senza licenza, lega senza licenza
- Primera División: 2 squadre con licenza ( River Plate,  Boca Juniors)
- Major League Soccer: Tutte 29 squadre senza licenza, lega senza licenza
- USL Championship: Tutte le 24 squadre con licenza, lega con licenza
- Liga MX: Tutte le 18 squadre con licenza, lega con licenza
- K League 1: Tutte le 12 squadre senza licenza, lega senza licenza
- J1 League: Tutte le 20 squadre con licenza, lega con licenza
- J2 League: Tutte le 20 squadre con licenza, lega con licenza
- Thai League 1: Tutte le 16 squadre con licenza, lega con licenza

### Altre squadre (Europa)
- Bayern Monaco

### Altre squadre (Asia)
- 27 squadre senza licenza

### Nazionali

#### Europa
- Islanda
- Finlandia
- Norvegia
- Svezia
- Scozia
- Russia
- Danimarca
- Irlanda del Nord
- Irlanda
- Germania
- Paesi Bassi
- Polonia
- Inghilterra
- Galles

- Kazakistan
- Belgio
- Ucraina
- Rep. Ceca
- Francia
- Austria
- Slovacchia
- Ungheria
- Svizzera
- Slovenia
- Croazia
- Serbia
- Romania
- Bulgaria

- Montenegro
- Macedonia del Nord
- Italia
- Georgia
- Albania
- Azerbaigian
- Spagna
- Turchia
- Portogallo
- Grecia
- Malta
- Cipro
- Israele

#### Sud America
- Argentina
- Bolivia
- Brasile
- Cile
- Colombia

- Ecuador
- Paraguay
- Perù
- Uruguay
- Venezuela

#### Nord e Centro America
- Canada
- Stati Uniti
- Messico
- Giamaica

- Honduras
- Costa Rica
- Panama

#### Asia e Oceania
- Uzbekistan
- Cina
- Corea del Nord
- Corea del Sud
- Iran
- Giappone
- Libano
- Iraq
- Giordania
- Kuwait
- India

- Nepal
- Qatar
- Arabia Saudita
- Emirati Arabi Uniti
- Bangladesh
- Oman
- Hong Kong
- Vietnam
- Birmania
- Laos

- Filippine
- Thailandia
- Cambogia
- Brunei
- Malaysia
- Singapore
- Indonesia
- Timor Est
- Australia
- Nuova Zelanda

#### Africa
- Tunisia
- Algeria
- Marocco
- Egitto
- Senegal
- Mali
- Burkina Faso
- Guinea

- Nigeria
- Costa d'Avorio
- Ghana
- Camerun
- Somalia
- Kenya
- Zambia
- Sudafrica

## Stadi

### Con licenza ufficiale
|    | Stadio                         | Nazione     | Squadra            |
| -- | ------------------------------ | ----------- | ------------------ |
| 1  | Camp Nou                       | Spagna      | Barcellona         |
| 2  | Allianz Arena                  | Germania    | Bayern Monaco      |
| 3  | Old Trafford                   | Inghilterra | Manchester Utd     |
| 4  | Emirates Stadium               | Inghilterra | Arsenal            |
| 5  | Wembley Stadium                | Inghilterra | Inghilterra        |
| 6  | Giuseppe Meazza                | Italia      | Inter              |
| 7  | San Siro                       | Italia      | Milan              |
| 8  | Stadio Olimpico (S.S. Lazio)   | Italia      | Lazio              |
| 9  | Gewiss Stadium                 | Italia      | Atalanta           |
| 10 | Johan Cruijff ArenA            | Paesi Bassi | Ajax               |
| 11 | Estadio Azteca                 | Messico     | América, Cruz Azul |
| 12 | Estadio AKRON                  | Messico     | Guadalajara        |
| 13 | El Volcán                      | Messico     | Tigres UANL        |
| 14 | Estadio Olímpico Universitario | Messico     | Pumas UNAM         |
| 15 | Arena MRV                      | Brasile     | Atlético Mineiro   |
| 16 | Neo Química Arena              | Brasile     | Corinthians        |
| 17 | Estádio Beira-Rio              | Brasile     | Internacional      |
| 18 | MorumBIS                       | Brasile     | San Paolo          |
| 19 | Estádio Urbano Caldeira        | Brasile     | Santos             |
| 20 | Mâs Monumental                 | Argentina   | River Plate        |
| 21 | La Bombonera                   | Argentina   | Boca Juniors       |
| 22 | Estadio Monumental             | Cile        | Colo-Colo          |
| 23 | Saitama Stadium 2002           | Giappone    | Urawa Reds         |

### Senza licenza
|    | Stadio                    |
| -- | ------------------------- |
| 24 | eFootball Stadium         |
| 25 | Estádio do Escorpião      |
| 26 | Estadio del Nuevo Triunfo |
| 27 | Stadio Orione             |
| 28 | Burg Stadion              |
| 29 | Estadio del Martingal     |
| 30 | Rose Park Stadium         |
| 31 | Coliseo de los Deportes   |
| 32 | Sports Park               |